# Celine Samoborske
Celine Samoborske – wieś w Chorwacji, w żupanii zagrzebskiej, w mieście Samobor. W 2011 roku liczyła 292 mieszkańców.